# NGC 5401
NGC 5401 (другие обозначения — UGC 8916, MCG 6-31-40, ZWG 191.28, PGC 49810) — спиральная галактика (Sa) в созвездии Гончие Псы.
Этот объект входит в число перечисленных в оригинальной редакции «Нового общего каталога».